# گیرمو ریگوندو
گیرمو ریگوندو (اسپانیایی: Guillermo Rigondeaux‎؛ زادهٔ ۳۰ سپتامبر ۱۹۸۰) بوکسور اهل کوبا است.
از افتخارات وی میتوان به کسب مدال طلا وزن Bantamweight در بازی‌های المپیک تابستانی ۲۰۰۰ و بازی‌های المپیک تابستانی ۲۰۰۴ اشاره کرد.